# 小行星4884
小行星4884（4884 Bragaria）是一颗绕太阳运转的小行星，为主小行星带小行星。该小行星于1979年7月21日发现。

## 轨道参数
小行星4884的轨道半长轴为2.2241687 UA，离心率为0.168。